# 马嘶岩
马嘶岩，位于中国广东省揭阳市普宁市池尾马山西陇山林场，为普宁市的一个市级文物保护单位，类型为古建筑，公布时间为1961年。
马嘶岩的历史年代为唐代。